# Илолов, Мамадшо Илолович
Мамадшо Илолович Илолов (род. 14 марта 1948, Шугнанский район Горно-Бадахшанской автономной области) — Президент Академии наук Республики Таджикистан (2005—2013), академик Академии наук Республики Таджикистан, доктор физико-математических наук, профессор. Математик и общественный деятель.

## Биография
В 1970 году окончил математический факультет Воронежского государственного университета.
В 1980 году в Институте математики АН УССР (Киев) защитил кандидатскую диссертацию «К теории возмущений периодических решений дифференциально-разностных уравнений нейтрального типа» (руководители — д-р физ.-мат. наук Т. С. Собиров, академик НАН Украины А. М. Самойленко). В 1992 году в том же Институте защитил докторскую диссертацию «Эволюционные уравнения с отклонением времени и с импульсными воздействиями».
В 1970—1995 годах работал ассистентом, преподавателем, старшим преподавателем, доцентом, начальником научно-исследовательской части Таджикского государственного университета, начальником Управления научно-исследовательской работы Министерства образования Республики Таджикистан, ректором Хорогского университета.
Научная специализация: Теория эволюционных уравнений с импульсными воздействиями и её приложения, теория многочастотных колебаний связанных систем дифференциальных уравнений.
В 1995 году избран депутатом Маджлиси Оли (Высшего Собрания Таджикистана) от Гундского округа и председателем Комитета Маджлиси Оли по науке, образованию и молодёжной политике. В 2000 году избран депутатом Маджлиси Намояндогон (Нижней Палаты Представителей) Маджлиси Оли Республики Таджикистан второго созыва по выдвижению Народно-демократической партии Таджикистана. Председатель Комитета по науке, образованию, культуре и молодёжной политике Маджлиси Намояндогон. С марта 2005 года — член Маджлиси милли (Верхнего Национального Совета) Маджлиси Оли Республики Таджикистан третьего созыва.
С июля 2001 года — председатель правления Ассоциации культурных связей Таджикистана с Великобританией.
В 2003—2005 годах — министр труда и социальной защиты населения.
В 1997 году избран членом-корреспондентом Академии наук Республики Таджикистан, а в 2005 году — действительным членом Академии наук Республики Таджикистан.
6 декабря 2013 года указом Президента Республики Таджикистан освобождён от должности Президента Академии наук Республики Таджикистан

## Награды
- Орден «Шараф» I степени.
- Медаль Пушкина (4 декабря 2007 года, Россия) — за большой вклад в распространение, изучение русского языка и сохранение культурного наследия, сближение и взаимообогащение культур наций и народностей[3].
- Орден «Содружество» (Межпарламентская ассамблея СНГ).
- Юбилейная медаль «20-летие государственной Независимости Республики Таджикистан».
- Медаль «В честь 10-летия XVI Сессии Верховного Совета РТ».
- Медаль «МПА СНГ. 25 лет» (27 марта 2017 года, Межпарламентская ассамблея СНГ) — за заслуги в деле развития и укрепления парламентаризма, за вклад в развитие и совершенствование правовых основ функционирования Содружества Независимых Государств, укрепление международных связей и межпарламентского сотрудничества[4].

## Семья
Жена — Гульдавлат Назирова.
Дети: дочери Пурнур, Садаф, сын Ахмадшо.

## Основные публикации
- Абстрактная задача для уравнений Хейла // Нелинейные краевые задачи математической физики и их приложения. — Киев, 1990.
- Инвариантные торы дифференциальных уравнений в банаховом пространстве // Укр. мат. журн. — 1998. — Т. 50, № 1.
- К существованию малых периодических решений дифференциально-разностных уравнений в критическом случае // Изв. АН ТаджССР: сер. физ.-мат., хим. и геол. наук. — 1985. — № 11 (103).
- К теории неоднородных по времени эволюционных уравнений с импульсным воздействием // Докл. АН СССР. — 1991. — Т. 316, № 6.
- К теории периодических решений функционально-дифференциальных уравнений в гильбертовом пространстве // Нелинейные проблемы дифференциальных уравнений и математической физики: Тез. докл. Всесоюз. конф. — Тернополь, 1989. — Вып. 1.
- К теории эволюционных уравнений с импульсным воздействием // Докл. АН СССР. — 1991. — Т. 316, № 4.
- Неоднородные эволюционные уравнения с импульсных воздействиями // Укр. мат. журн. — 1992. — Т. 44, № 1.
- О задаче Коши для одной системы уравнений Кортевега - де Фриза // Известия АН РТ: Сер. физ.-мат. хим. и геол.. — 2001. — № 1.
- О методе Галеркина для эволюционных уравнений с импульсными воздействиями // Укр. мат. журн. — 1993. — Т. 46, № 3.
- О разветвлении периодических решений дифференциально-разностных уравнений нейтрального типа в гильбертовом пространстве // Сибирский математический журнал. — 1978. — № 3.
- Об обратимости линейных дифференциально-разностных операторов в пространствах периодических функций // Докл. АН Тадж. ССР. — 1985. — Т. 27, № 4.
- Об обратимости одного класса периодических конечно-разностных операторов // Докл. АН Тадж. ССР. — 1986. — Т. 29, № 12.
- Периодические случайные возмущения дифференциальных уравнений нейтрального типа // Диф. уравнения. — 1985. — Т. 21, № 5.
- Stability of periodical solution one model of epidemics (англ.) // Proc. / XI Int. Conf. of Nonlinear Ossilations. — Budapest, 1987.
- Асадуллаев И. К., Илолов М. И. Первичность и универсальность веры и разума // ЦентрАзия. — 09.05.2011.